# Marpissa ridens
Marpissa ridens är en spindelart som beskrevs av Henry Roughton Hogg 1914. Marpissa ridens ingår i släktet Marpissa och familjen hoppspindlar. Inga underarter finns listade i Catalogue of Life.